# Журавка (вокальний ансамбль)
Жіночий вокальний ансамбль «Журавка» — народний ансамбль м. Херсона.

## Історія створення
Історія народного ансамблю сягає в далекі дев’яності роки XX століття. Саме тоді був хор «Червона калина» радгоспу-заводу «Янтарний». У хорі співало тридцять п’ять осіб. Керувала ним Чорноіван Майя Григорівна. Концертмейстером був Херсонський композитор Рожко Олександр Іванович, він запропонував відокремитись від хору, і під його керівництвом створили вокальний ансамбль. До нього увійшло шістнадцять осіб. Керівником новоствореного ансамблю стала Синчук-Штефан Людмила Борисівна.
У 2001 році за згодою і домовленістю Синчук-Штефан Л.Б. керівником і концертмейстером став викладач народних інструментів  музичної школи № 3 — Бічуєв Яків Миколайович. З 2001 року почався розквіт «Журавки» — колектив виїздив із концертами до Сімферополя, Євпаторії, Києва, в міста і села області; Брали неодноразово участь у фестивалях «Купальські зорі» в місті Гола Пристань, у Цюрупинську — на «Вогниках трудової слави», вечорах для ветеранів війни  та праці, на міських ярмарках.
29 травня 2003 року ансамбль виступав із звітним концертом на сцені обласного  музично-драматичного театру. Колективу було присвоєно звання «Народного аматорського вокального ансамблю» за високий внесок у розвиток української національної культури і високий культурний рівень виконавської пісенної майстерності.
У 2006 році ансамбль брав участь у Європейському фестивалі народної пісні в місті Буковель Івано-Франківської області, де представляє південь України.
З 2008 року керівник групи — Бай Людмила Всеволодівна. 
2009 році колектив виступає із концертною програмою на суднах, які обслуговували іноземних туристів із всього світу. Туристи приїздили в Херсон на п’ятипалубних пароплавах рейсом Київ—Ялта—Севастополь, або Київ—Ялта—Болгарія. Учасниці ансамблю співали по 80 і більше пісень за день. 
19 квітня 2010 року почала працювати Кабулова Тетяна Кузьмівна — концертмейстер ансамблю.

Репертуар колективу різноманітний: українські народні пісні, акапельні, колядки, щедрівки, пісні українських авторів, військово-патріотичної тематики.
Ансамбль бере участь в усіх культурно-мистецьких заходах міста та області, виступає з концертами перед ветеранами війни та праці, на ярмарках та обрядових святах (День Святого Миколая, Водохреща, на Івана Купала, Різдвяні зустрічі), в міській геріатричній лікарні, в школі-інтернаті м. Цюрупинська, школах та дитячих садках м. Херсона.
Ансамбль — постійний учасник міжнародних і всеукраїнських фестивалів та конкурсів.
Популяризація української пісні та обрядів серед різних вікових категорій громадян — це мета творчої діяльності народного вокального ансамблю «Журавка».

## Відзнаки
- Лауреат І ступеню Міжнародного фестивалю пісенної творчості в Буковелі, Лауреат Всеукраїнського фестивалю «Купальські зорі», дипломант щорічного Всеукраїнського конкурсу-фестивалю військово-патріотичної творчості „Оберіг”.
- Народний ансамбль «Журавка» відзначений Дипломами, Грамотами і подарунками обласного та міського управління культури.